# 湖南都团练守捉观察处置使
湖南观察使，又称湖南道，全称湖南都团练守捉观察处置使，是唐广德二年（公元764年）从江南西道划出而设置的地方衙署。“湖南”之名也从此出现。

## 区划
观察使下辖衡、潭、邵、永、道5州。764年建立时治所在衡州（衡阳城）。大历三年（768年）迁到潭州（长沙城），辖区增加了郴州和连州，共统领7州。

## 历史
大历三年（770年），当地不满治所迁往长沙的湖南兵马使臧玠发动兵变，杀死潭州刺史兼湖南观察使崔瓘。当时避乱于长沙的杜甫不幸遇到这场兵变，逃往衡州，途中写下了《逃难》、《入衡州》等诗。衡州刺史阳济、道州刺史裴吼、澄州刺史杨子琳等纷纷起兵，讨伐臧玠。当年6月，朝廷又以羽林大将军辛京杲来任潭州刺史兼湖南观察使。这才平息了这场兵乱。 
臧玠兵变意味着湖南的地方割据势力已经初见端倪，为五代十国的楚国割据打下了伏笔。883年八月，升为钦化军节度使。886年七月，升为武安军节度使。

## 历任节度使
- 韦之晋（769年）
- 崔瓘（769年—770年）
- 辛京杲（770年—773年）
- 独孤问俗（773年—779年）
- 萧复（779年—780年）
- 李皋（780年—782年）
- 李承（782年—783年）
- 孔巢父（783年，未赴任）
- 赵憬（783年—786年）
- 元全柔（786年—787年）
- 畅悦（787年）
- 裴胄（787年—791年）
- 李衡（791年—792年）
- 齐抗（792年）
- 李巽（792年—797年）
- 吕谓（797年—800年）
- 王仓（800年—802年）
- 杨凭（802年—805年）
- 薛苹（805年—808年）
- 窦群（808年，未到任）
- 李众（808年—811年）
- 柳公绰（811年—813年）
- 张正甫（813年—816年）
- 韦贯之（816年）
- 袁滋（817年—818年）
- 崔倰（818年—819年）
- 崔群（819年—820年）
- 孔戢（820年—823年）
- 沈传师（823年—826年）
- 刘遵古（826年—827年）
- 王公亮（827年—828年）
- 韦辞（829年—830年）
- 高重（830年）
- 李翱（833年—834年）
- 李仍叔（834年—835年）
- 卢周仁（835年—837年），改名卢行术
- 李翊（837年）
- 杨嗣复（840年—841年）
- 卢简辞（841年）
- 崔元式（842年—843年）
- 裴休（843年—847年）
- 李回（848年）
- 裴识（848年—851年）
- 崔黯（851年、852年）
- 崔慎由（852年—853年）
- 李当（854年—856年）
- 崔罕（856年）
- 杜蕴（857年）
- 韩悰（858年）
- 蔡袭（858年—862年）
- 刘潼（862年）
- 丁琛（咸通年间）
- 李璋（咸通年间）
- 李丛（868年—869年）
- 于瑰（869年—872年）
- 王凝（872年—873年）
- 李庾（873年—874年）
- 裴瓒（874年—876年）
- 崔瑾（876年—878年）
- 李系（879年）
- 李巢（879年—880年）
- 李裕（880年—881年）
- 闵勖（881年—886年）

武安军
- 周岳（886年—893年）
- 邓处讷（893年—894年）
- 王抟（894年，未任？）
- 刘建锋（894年—896年）
- 张佶（896年）
- 崔胤（896年，未到任）
- 马殷（896年—930年）
- 马希声（930年—932年）
- 馬希範（932年—947年）
- 马希广（947年—950年）
- 马希萼（950年）
- 马希崇（950年—951年）
- 边镐（951年）
- 廖简（954年）
- 张文表（954年，自立）
- 吕余庆（963年—964年）
- 王祜（970年—973年）
- 朱侗（974年—976年）

武清军
- 彭师暠（947年）
- 马希瞻（949年）
- 马希隐（949年—951年）
- 周行逢（954年）
- 宇文琼（954年）